# Чандра Мукхі
«Чандра Мукхі» (гінді चन्द्रमुखी, Candramukhī) — індійський фентезійний фільм, який вийшов в прокат 22 жовтня 1993 року.

## Сюжет
Принцеса Чандра Мукхі (Шрідеві) живе на іншій планеті. Вона мріє потрапити на Землю й дізнатися людей. Одного разу під час нападу магічна сила Чандра Мукхі, яка захищає її планету, падає на Землю. Принцеса слідує за нею й до наступного повного місяця повинна знайти її. Інакше її планета й її сім'я загинуть. На Землі вона знайомиться з хлопчиком Раджей, над яким знущається його дядько. Принцеса чарами допомагає Раджею вирости за одну ніч в прекрасного хлопця (Салман Кхан), щоб він міг захиститися від кривдника. Молоді люди закохуються один в одного і разом вирушають на пошуки дідуся Раджея (Пран) та магічної сили Чандра Мукхі. Їх переслідують дядько Раджея, який готовий вбити племінника, щоб заволодіти його багатством, а зла чаклунка Дхола, яка бажає за допомогою магічної сили Чандра Мукхі отримати владу над її планетою.

## У ролях
| Актор              | Роль                 |
| ------------------ | -------------------- |
| Шрідеві            | Чандра Мукхі (Лілі)  |
| Салман Кхан        | Раджа Раі            |
| Девендра           | дорослий Раджа Раі   |
| Пран               | Раі (дідусь Раджи)   |
| Гулшар Гровер      | Мадан (дядько Раджи) |
| Могніш Багл        | Тоні                 |
| Пуніт Іссар        | Жола                 |
| Тінну Ананд        | Сантала              |
| Куніка             | Лілі                 |
| Мая Алаг           | мати Чандра Мукхі    |
| Аша Сачдев         | Каміні Раі           |
| Тедж Сапру         | Гунга                |
| Шива Ріндані       | Боб                  |
| Автар Гіл          | Якімо                |
| Рана Джунг Багадур | Вед                  |

## Саундтрек
| # | Пісня                           | Виконавець(-ці)                            | Тривалість |
| - | ------------------------------- | ------------------------------------------ | ---------- |
| 1 | "Aa Paas Aa To Zara"            | С. П. Баласубрагманьям, Кавіта Крішнамурті | 05:02      |
| 2 | "Tune Pakdi Kalai"              | Рену Мухерджі                              | 04:03      |
| 3 | "Chha Raha Hai Pyaar Ka Nasha"  | Кумар Сану, Аліша Чінаї                    | 06:55      |
| 4 | "Maine Pilayee Ke Tune Pilayee" | С. П. Баласубрагманьям                     | 04:17      |
| 5 | "Mere Honthon Pe Ek Kahani"     | Гаррі Ананд, Кавіта Крішнамурті            | 08:39      |
| 6 | "Tere Dil Ki Baat Main Janoo"   | Кумар Сану, Алка Ягнік                     | 05:20      |
| 7 | "Teri Hi Aarzoo Hai"            | С. П. Баласубрагманьям, Кавіта Крішнамурті | 05:54      |

## Прокат
Навіть попри те, що кіноаудиторія полюбляє хімію Сальмана та Срідіві, фільм у комерційному прокаті.